# Fågelsjöån
Fågelsjöån rinner upp i Fågelsjön och förbi byn Fågelsjö i Orsa finnmark i landskapet Dalarna, i Ljusdals kommun i Gävleborgs län, är jämnt lugnflytande och mynnar ut i sjön Tyckeln på gränsen till Härjedalen. Den gamla flottningsleden i ån består på ett par ställen av raka genande grävda kanaler och är en populär kanotled sommartid.